# Penetración sexual
La penetración sexual es la inserción de una parte del cuerpo u otro objeto en un orificio corporal, como la boca, la vagina o el ano, como parte de la actividad sexual humana o del comportamiento sexual en animales no humanos.
El término se usa con mayor frecuencia en la ley para prohibir ciertas actividades sexuales. Términos como «acto sexual» o «conocimiento carnal» son más comunes en leyes antiguas, mientras que muchas leyes penales modernas usan el término «penetración sexual» porque es un término amplio que abarca (salvo que se especifique lo contrario) cualquier forma de actividad sexual con penetración, incluyendo la penetración digital (es decir, con los dedos) o con un objeto, y puede implicar solo la penetración más mínima.

## Definiciones
Cuando se inserta un pene en una vagina, generalmente se denomina «sexo vaginal» o «coito vaginal». Cuando un pene penetra el ano de otra persona, se denomina «sexo anal» o «coito anal».  El sexo oral con penetración puede implicar la penetración de la boca por un pene (felación) o el uso de la lengua para penetrar una vagina o vulva (cunnilingus). La lengua también puede penetrar el ano durante el anilingus. Si se utilizan uno o más dedos para penetrar un orificio, se denomina digitación o penetración digital. La inserción de un objeto, como un juguete sexual, en el área genital o el ano de una persona también puede considerarse «penetración sexual».